# Иванов, Виктор Михайлович (генерал-лейтенант)
Виктор Михайлович Иванов (8 сентября 1846, Санкт-Петербург — 25 сентября 1919, Одесса) — русский военный и общественный деятель, промышленник и предприниматель, военный инженер и педагог, генерал-лейтенант, заслуженный профессор и почётный член Конференции Николаевской инженерной академии, ординарный профессор Николаевской академии Генерального штаба. Член ИРГО, член от Министерства финансов в Комитете по управлению водным и шоссейным сообщением и торговыми портами Министерства путей сообщения (с 1.7.1899 г.).

## Биография
Родился 8 сентября 1846 года в Санкт-Петербурге. В 1868 году окончил Петербургский университет, в 1871 году Николаевское инженерное училище по 1-му разряду. В службу вступил подпоручиком в 4-й Сапёрный батальон 11 июля 1871 года.
С 1877 года участник Русско-турецкой войны.
С 1878 по 1879 год был офицером особых поручений при начальнике Военных сообщений в Болгарии. В 1883 году после окончания Николаевской инженерной академии по 1-му разряду, был назначен репетитором, с 1887 года преподавателем академии. В 1891 году ему был присвоен чин полковника.
В 1893 году назначен экстраординарным профессором Николаевской инженерной академии. В 1901 году присвоен чин генерал-майора с назначением ординарным профессором Николаевской академии Генерального штаба. С 1903 года назначен заслуженным профессором и почётным членом Конференции Николаевской инженерной академии. В 1909 году вышел в отставку с производством в генерал-лейтенанты
С 1898 года являлся председателем правлений «Русского акционерного общества артиллерийских заводов», «Русского паровозостроительного и механического общества», «Русского судостроительного акционерного общества», «Туркестанского сельскохозяйственного и промышленного хозяйства». Директором «Семиреченской железной дороги», «Петроградского строительного акционерного общества», «товарищеского общества вагоностроительных заводов». Был членом правления машиностроительного завода «Феникс», «совета съездов представителей промышленности и торговли», комиссии по организации экспедиций к Северному полюсу и по исследованию рек полярных стран.
В 1912 году собранием акционеров единогласно избран председателем правления «Русско-Бельгийского металлургического общества». Выбирался гласным Санкт-Петербургской городской думы.
С 1917 года участник Белого движения, служил в Вооружённых силах Юга России. Умер 25 сентября 1919 года в Одессе.

## Награды
- Орден Святого Станислава 3-й степени (1876 год);
- Крест «За переход через Дунай» (1877 год)
- Орден Святой Анны 3-й степени с мечами и бантом (1878 год);
- Орден Святого Владимира 4-й степени с мечами и бантом (1878 год);
- Орден Святого Станислава 2-й степени (1883 год);
- Высочайшее Благоволение (1887 год);
- Орден Святой Анны 2-й степени (1888 год);
- Орден Святого Владимира 3-й степени (1894 год);
- Орден Святого Станислава 1-й степени (1904 год);

## Труды
- Иванов В. М.:«Строительное искусство». СПб., тип. лит. А. Ф. Маркова. 1887 г.-279 с.
- Иванов В. М.:«Сборник чертежей (приложение к книге Воинские здания)» Спб., 1904 г.-197 с.
- Иванов В. М.:«Об удалении и обезвреживании нечистот в западно-европейских городах». СПб., 1904
- Иванов В. М.:«Воинские здания». СПб., 1904 г.-217 с.
- Иванов В. М.:«Воинские здания». СПб., 1901 г.-30 с.
- Иванов В. М.:«Воинские здания». СПб., 1900 г.-38 с.[5]

## Семейная связь
Был женат, имел 4 детей, в том числе Ольгу — замужем за героем ПМВ, полковником Виктором Цытовичем.